# 19955 Hollý
19955 Hollý este un asteroid din centura principală de asteroizi.

## Descriere
19955 Hollý este un asteroid din centura principală de asteroizi. A fost descoperit pe 28 noiembrie 1984 la Piszkesteto de Milan Antal. El prezintă o orbită caracterizată de o semiaxă mare de 3,07 ua, o excentricitate de 0,15 și o înclinație de 12,1° în raport cu ecliptica.